# Saint-Aubin-lès-Elbeuf
Saint-Aubin-lès-Elbeuf ist eine französische Gemeinde im Département Seine-Maritime in der administrativen Region Normandie. 
Die Gemeinde befindet sich im Arrondissement Rouen im Kanton Elbeuf. Sie liegt am rechten Ufer der Seine in einer Schleife des Flusses, gegenüber der Stadt Elbeuf. 
Bis 1931 hieß die Gemeinde Saint-Aubin-jouxte-Boulleng. Im Ort befindet sich eine Pferderennbahn.
Die Gesamtbevölkerung betrug zum 1. Januar 2022 8429 Einwohner. 
| Bevölkerungsentwicklung | Bevölkerungsentwicklung | Bevölkerungsentwicklung | Bevölkerungsentwicklung | Bevölkerungsentwicklung | Bevölkerungsentwicklung | Bevölkerungsentwicklung | Bevölkerungsentwicklung | Bevölkerungsentwicklung |
| ----------------------- | ----------------------- | ----------------------- | ----------------------- | ----------------------- | ----------------------- | ----------------------- | ----------------------- | ----------------------- |
| Jahr                    | 1962                    | 1968                    | 1975                    | 1982                    | 1990                    | 1999                    | 2008                    |                         |
| Einwohner               | 6549                    | 8305                    | 8869                    | 9424                    | 8671                    | 8296                    | 8107                    |                         |

## Städtepartnerschaft
Saint-Aubin-lès-Elbeuf unterhält eine Städtepartnerschaft mit Pattensen in der Region Hannover.

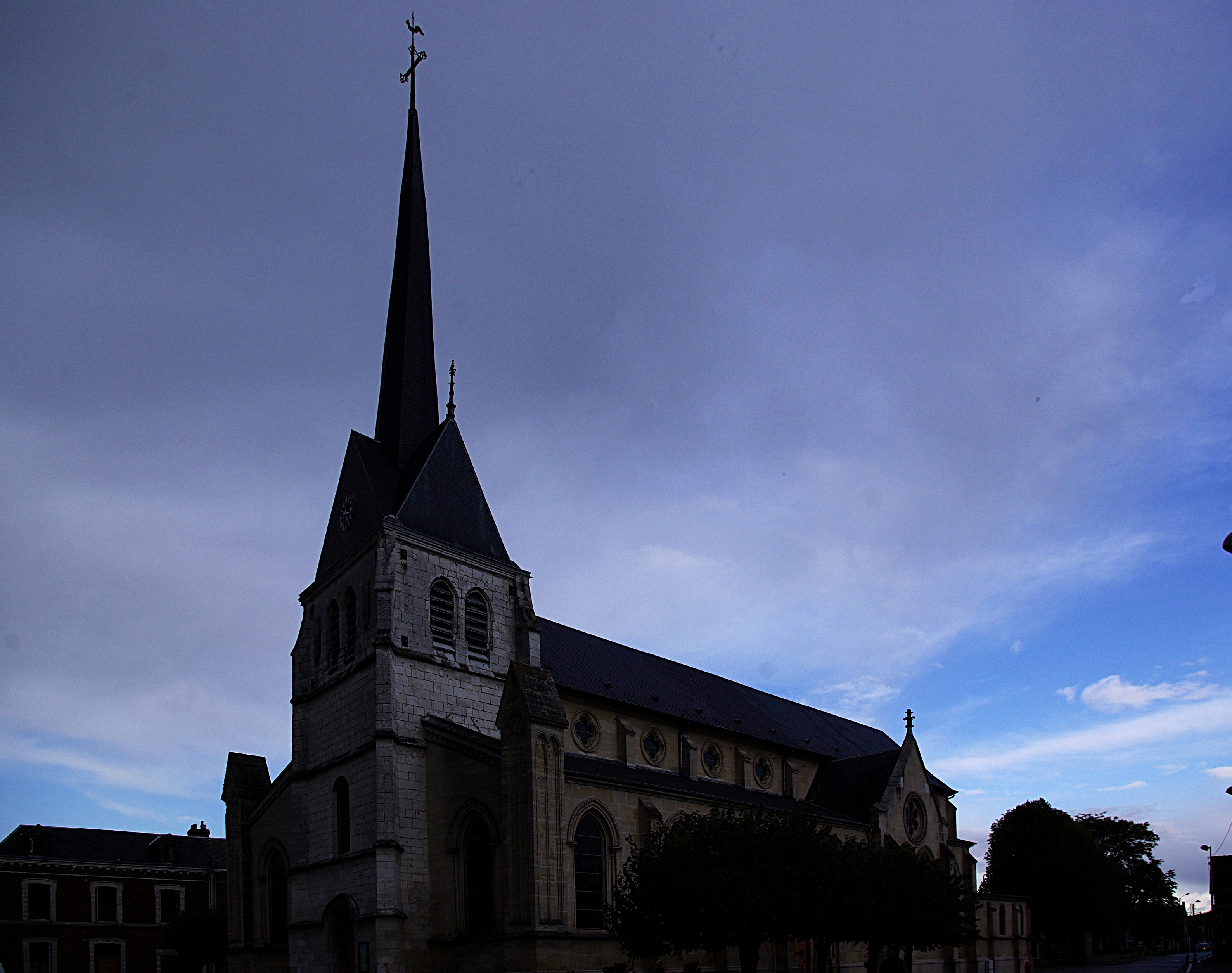
Kirche Saint-Aubin
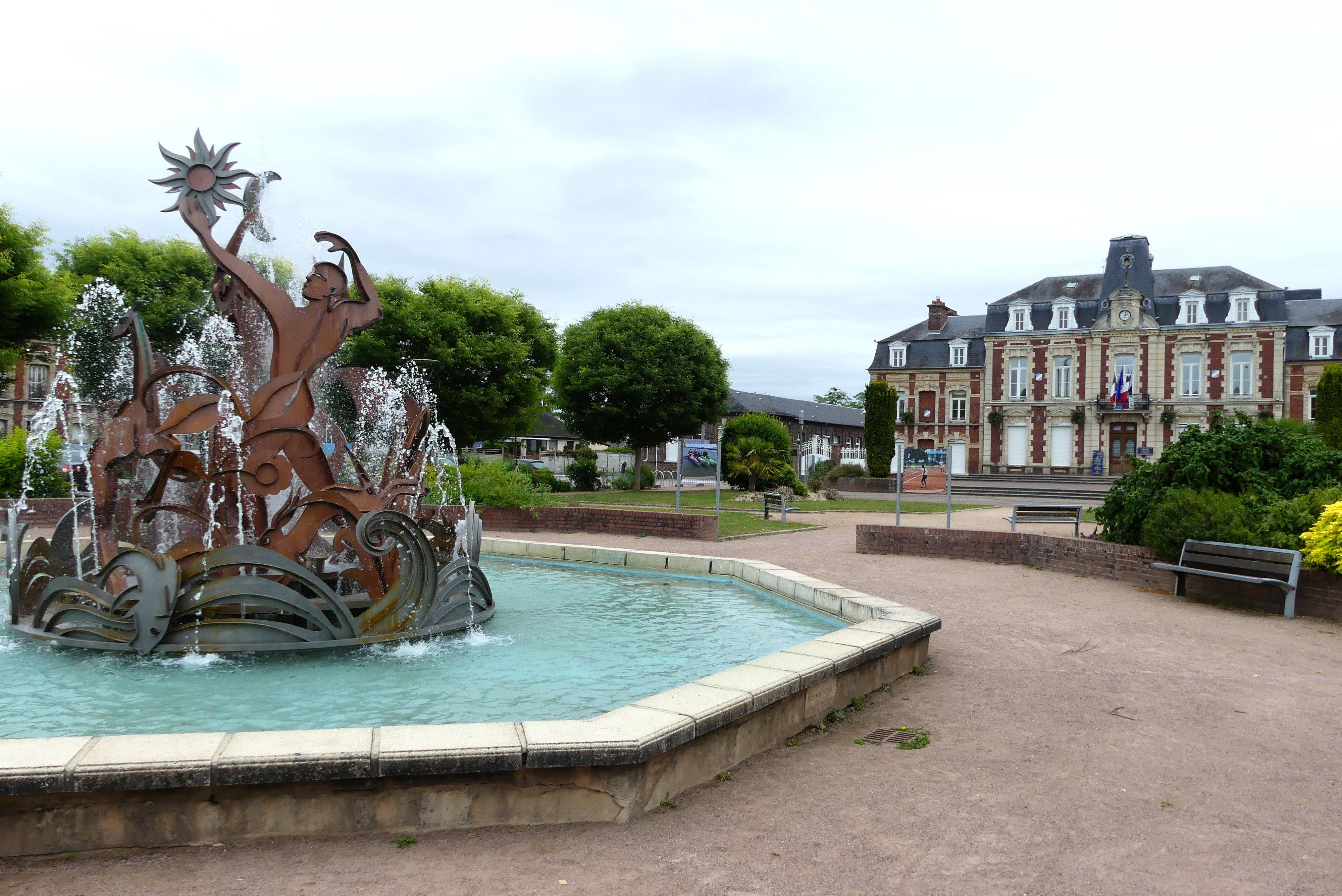
Rathaus
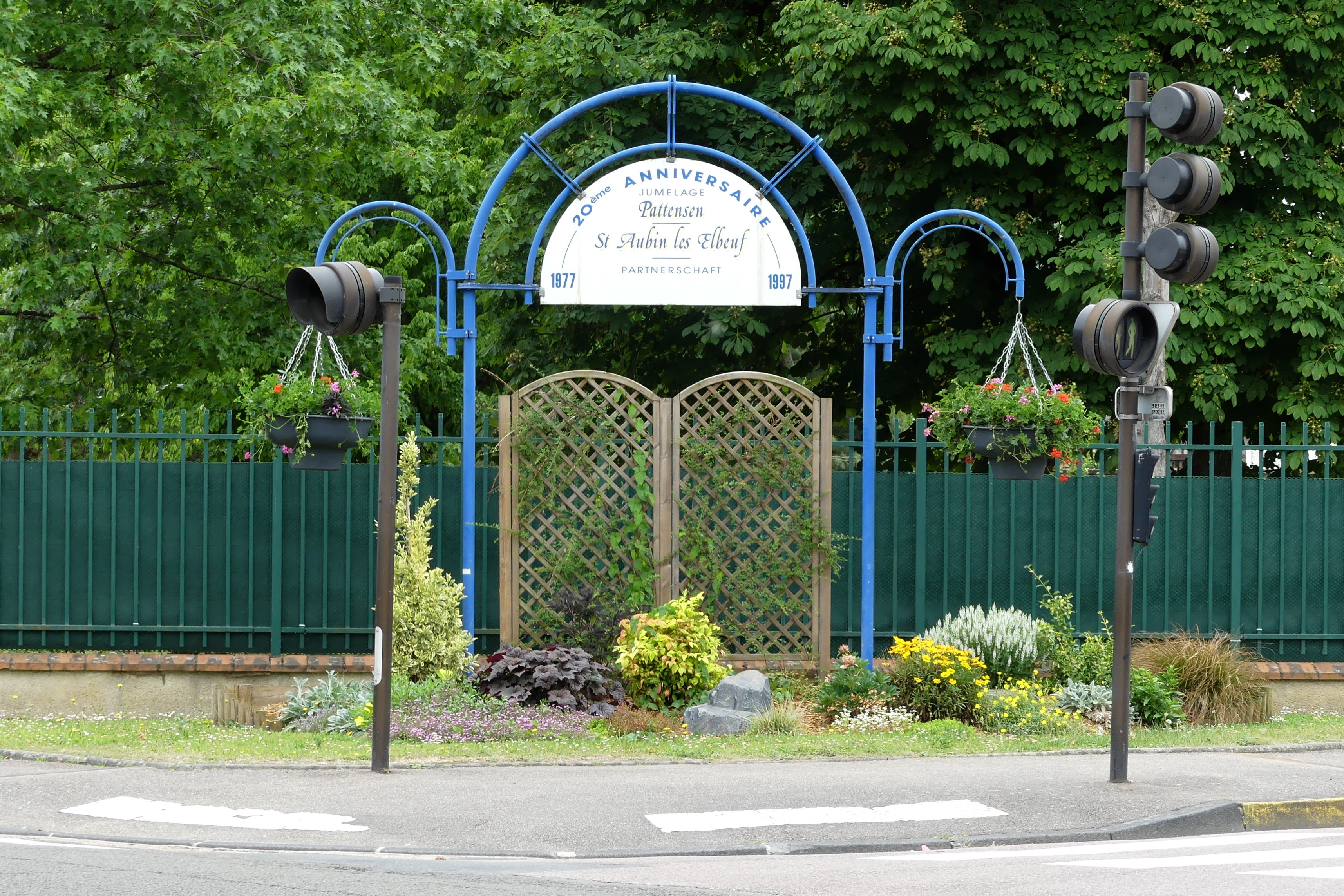
Städtepartnerschaft Pattensen Saint-Aubin-lès-Elbeuf

## Persönlichkeiten
- Yassine Benzia (* 1994), Fußballspieler
- Méba-Mickaël Zézé (* 1994), Sprinter

## Nachweise
1. ↑  Website der Gemeinde – Geschichte. Archiviert vom Original (nicht mehr online verfügbar) am 18. April 2009; abgerufen am 15. April 2018 (französisch).  Info: Der Archivlink wurde automatisch eingesetzt und noch nicht geprüft. Bitte prüfe Original- und Archivlink gemäß Anleitung und entferne dann diesen Hinweis.
2. ↑  INSEE – Saint-Aubin-lès-Elbeuf. Ehemals im Original (nicht mehr online verfügbar); abgerufen am 15. April 2018. (Seite nicht mehr abrufbar. Suche in Webarchiven)